# 채 목후
채 목후(蔡繆侯, ? ~ 기원전 646년)는 중국 춘추 시대의 인물로, 제14대 채후이다. 성은 희(姬), 휘는 힐(肸)이다.
제13대 채후 채 애후의 아들로, 애후가 초나라에 억류되어 있다가 애후 20년(기원전 675년)에 죽자 채후로 추대되었다.
아우가 제 환공의 부인이었는데, 목후 18년(기원전 657년)에 환공에게 장난을 쳤다가 환공의 노를 사 본국으로 돌아왔다. 그러나 아직 이혼한 건 아니었는데, 목후는 노해 아우를 재가했다. 이 때문에 노한 제 환공의 침입을 받아 제나라로 사로잡혀갔다. 제나라는 이에 그치지 않고 초나라까지 원정했고, 초나라를 굴복시켜 소릉(召陵)에서 회맹하였다. 제후들의 요청으로 목후는 풀려나 귀국했다. 재위 29년 만에 죽어 아들 장후 갑오가 뒤를 이었다.